# Пархомовка (Сумская область)
Пархомовка (укр. Пархомівка) — село,
Боромлянский сельский совет,
Тростянецкий район,
Сумская область,
Украина.
Код КОАТУУ — 5925080805. Население по переписи 2001 года составляло 12 человек .

## Географическое положение
Село Пархомовка находится между сёлами Новгородское и Боромля (1,5 км).
По селу протекает пересыхающий ручей с запрудой.